# Nagia
Nagia is een geslacht van vlinders van de familie spinneruilen (Erebidae), uit de onderfamilie Calpinae.

## Soorten
- N. accolytis Hampson, 1926
- N. amplificans (Walker, 1858)
- N. dentiscripta Prout, 1921
- N. ecclesiastica Butler, 1874
- N. episcopalis Hampson, 1926
- N. evanescens Hampson, 1926
- N. godfreyi Tams, 1924
- N. gravipes Walker, 1858
- N. hieratica Hampson, 1926
- N. homotima Tams, 1935
- N. homotona Hampson, 1926
- N. linteola (Guenée, 1852)
- N. melipotica Hampson, 1926
- N. microsema Hampson, 1926
- N. monastica Hampson, 1926
- N. monosema Hampson, 1926
- N. natalensis (Hampson, 1902)

- N. pilipes Guenée, 1852
- N. promota (Pagenstecher, 1907)
- N. pseudonatalensis (Strand, 1912)
- N. robinsoni Holloway, 1982
- N. runa Swinhoe, 1902
- N. sacerdotis Hampson, 1926
- N. sthenistica Hampson, 1926
- N. subalbida Hampson, 1926
- N. subterminalis Wileman & South, 1921
- N. vadoni Viette, 1968